# Фехим Бајрактаревић
Фехим Бајрактаревић (Сарајево, 14. новембар 1889 — Београд, 22. фебруар 1970) био је оријенталиста и универзитетски професор. Оснивач је научне оријенталистике на Универзитету у Београду и један је од уважених европских оријенталних филолога свог времена.

## Биографија
Студирао је оријенталне језике са словенском филологијом у Бечу, где је и докторирао 1918. године, а неко време провео је и у Лондону и Алжиру. Краће време је предавао арапски језик на гимназијама у Босни.
На позив Богдана Поповића, 1925. године долази на Филозофски факултет у Београду, где на Катедри за светску књижевност предаје персијску књижевност и турски језик. Годину дана након тога, 1926. године, основао је и самостални Семинар за оријенталну филологију, што ће постати прва оријенталистичка универзитетска катедра на Балкану. Приликом оснивања Катедре, професор Бајрактаревић определио се за тада доминантни европски оријенталистички модел, који је подразумевао изучавање језика и књижевности народа из исламског цивилизацијског круга, првенствено Арапа, Персијанаца и Турака. Историјски и културни фактори чине концепцију исламистичке оријенталне филологије трајно актуелном на балканским просторима, због чега је она опстала до данас упркос покушајима њеног оспоравања и административног укидања.
Професор Бајрактаревић био је цењен и уважен не само на Балкану, већ и у читавој Европи. У европским оријенталистичким круговима афирмисао се објављивањем критичког издања дела преисламског песника Абу Кабир ал-Худалија La Lâmiyya d'Abû Kabir al-Hudali, Journal Asiatique (1923) и Le Diwân d'Abû Kabir al-Hudali (1927). Бавио се арабистиком, иранистиком и туркологијом. Тематиком преисламске поезије бавио се и у раду Пејзаж у старој арапској поезији (1929), а везама између арапске и српске поезије у раду Слични стихови Лазе Костића и Џемила о љубави пре рођења (1958-1959).
Централно дело у опусу професора Бајрактаревића заузимају радови из књижевне иранистике. Његов превод најпознатије епизоде из Фирдусијеве Шахнаме, Рустем и Сухраб (1928), високо је оцењен у европској оријенталистици. Превод укључује и обимну студију о персијској књижевности и самом епу. Још један високоцењен, филолошки прецизан и у неким стиховима веома надахнут превод јесу рубаије Омара Хајама. Овим песником и научником професор Бајрактаревић бавио се неколико деценија, његова поезија тема је и „хајамолошких студија" у оквиру дела: Фицџералд и Омер Хајам (1927), Један англосаксонски класик персијског порекла (1962), Хајам код нас (1963) и Омер Хајам - највећи светски песник катрена (1965).
Још један од научних праваца којим се бавио професор јесте оријенталистичка компаратистика, у оквиру које је пружио драгоцене прилоге двема обимним студијама Насредин-хоџин проблем (1934) и Утицај истока на Гетеа (1939). Професор Бајрактаревић проучавао је утицаје и везе европске и оријенталне литерарне баштине, а у другој поменутој студији исцрпно обрађује утицаје персијске поезије и Хафиза на настанак Гетеовог Западно-источног дивана.
Иако се није много бавио турском књижевношћу, међу радовима се ипак може издвојити Победа народног језика и стиха у турској поезији (1954), у којем је професор представио преломни тренутак у развоју новије турске литературе.
За Enzyklopädie des Islam (Лајден, 1932-1936) написао је неколико десетина чланака, а био је и сарадник многих домаћих и страних стручних часописа, међу којима су Orientalistiche Literaturzeitung (Берилин), Der Islam (Берлин), Bibliotheca Orientalis (Лајден), Zeitschrift der Deutschen Morgenländischen Gesellschaft(Визбаден) и Прилози за оријенталну филологију (Сарајево).
Професор Бајрактаревић био је члан Société asiatique у Паризу, међународног одбора оријенталиста за издавање Concordance de la tradition musulmane у Лајдену, и сарадник европског издања Исламске Енциклопедије.

## Одабрана дела
- Фицџералд и Омер Хајам (1927)
- Српска песма о Мухамедову рођењу, Гласник Скопског научног друштва, 1927, стр. 189—202.
- Рустем и Сухраб, епизода из Фирдусијеве Шахнаме (са студијом о Фирдусијевом животу и делима), СКЗ, 1928, CCVIII.
- Насредин-Хоџин проблем, Прилози за књижевност, језик, историју и фолклор, 1934, књ. XIV, св. 1—2.
- Турски документи манастира св. Тројице код Плевља, Споменик СА, 1936, LXXIX.
- О нашим Мевлудима и Мевлуду уопште, Прилози за књижевност, језик, историју и фолклор, 1937, књ. XVII, св. I.
- Утицај Истока на Гетеа (1939)
- Слични стихови Лазе Костића и Џемила о љубави пре рођења (1958-1959)
- Један англосаксонски класик персијског порекла (1962)
- Хајам код нас (1963)
- Омер Хајам - највећи светски песник катрена (1965)
- Из персијске поезије (1971)